# Wenzu Vella
Lawrence „Wenzu” Vella (ur. 5 marca 1924, zm. 27 lub 28 kwietnia 2003 w  Mosta) – maltański strzelec specjalizujący się w trapie, olimpijczyk. Nazywany był Ta’ Bormla.
Pochodził z usportowionej rodziny strzeleckiej. Jego syn Larry, startował w trapie na igrzyskach w Moskwie (1980), zaś bratanek Frans Pace, wystąpił na igrzyskach w Atlancie i Sydney (odpowiednio: 1996 i 2000). Najbardziej utytułowanym z rodziny Wenzu Velli jest jednak jego prabratanek Adam, który w barwach Australii zdobył brązowy medal Letnich Igrzysk Olimpijskich 2004.
Wenzu Vella uczestniczył w Letnich Igrzyskach Olimpijskich 1960 w Rzymie. Startował tylko w eliminacjach trapu, w których odpadł.
Vella uczestniczył też w Igrzyskach Śródziemnomorskich 1959, jednak znalazł się poza czołową trójką.